# NGC 313

NGC 313

NGC 313 في الفهرس العام الجديد، هو نجم يقع في كوكبة الحوت. اكتشفت في 19 نوفمبر 1850 .

## روابط خارجية
- NGC 313 على موقع ويكي سكاي: DSS2, SDSS, GALEX, IRAS, Hydrogen α, X-Ray, Astrophoto, Sky Map, Articles and images